# Air Bucharest
Air Bucharest — румунська авіакомпанія, що базується в Бухаресті.

## Повітряний флот

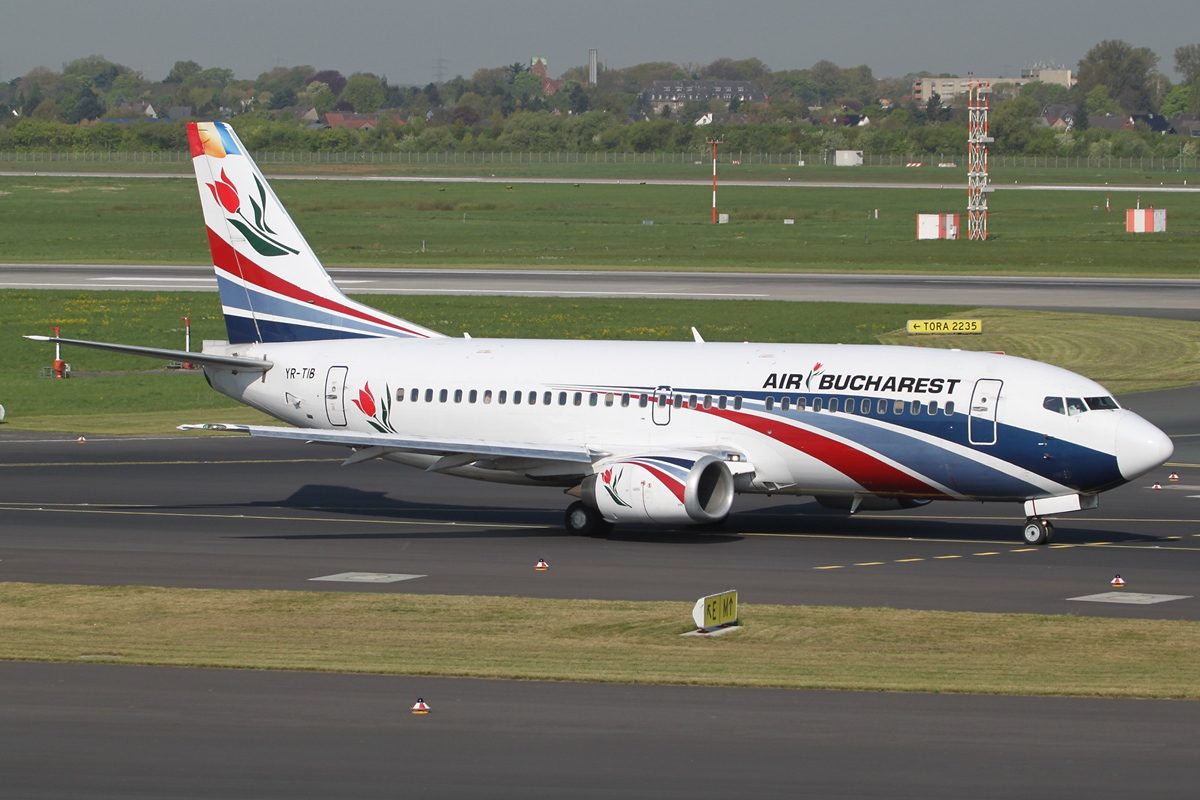
Boeing 737-300 авіакомпанії Air Bucharest

За станом на червень 2014 року флот авіакомпанії складається з одного Боїнга в однокласному компонуванні економічного класу: